# Албена Борисова
Албена Борисова е българска журналистка и писателка. Авторка на романите „Безценка, която не можеше да умре“, „Фантомите на Линджа“ и документалната книга „Зад гърба на КГБ“.

## Биография
Родена е на 27 август 1968 г. в Перник. Завършила е руска филология в Софийския университет „Св. Климент Охридски“. Има две специализации по време на следването си в Института по руски език „Пушкин“ в Москва. На базата на натрупаните впечатления от този период пише и първата си книга през 2010 г. „Зад гърба на КГБ“.
Автор на романите „Безценка, която не можеше да умре“ и „Фантомите на Линджа“. „Зад гърба на КГБ“ е документален калейдоскоп от образи и картини, който представя наследници на личности от Андрей Луканов – до Ким Ир Сен, хора от далечна Куба – до екзотична Шри Ланка, събития от Перестройката – до войната в Персийския залив
Албена Борисова е работила в „Труд“ и други периодични издания. После работи като политически наблюдател в Информационна агенция „PIK“. Основната специфика на журналистическата ѝ дейност са интервютата с български и чуждестранни политици, и коментари и анализи на българска и външнополитическа тема.
В началото на войната в Украйна прави серия от интервюта с украински бойци от Донбас и лидери на Донецката и Луганската народни републики. Особен интерес предизвикват и интервютата ѝ с бившия руски вицепремиер Борис Немцов, както със заместник-председателя на Руската ДУМА Петр Толстой.
Изключителен бум предизвиква интервюто й с видния руски опозиционен политик Иля Яшин. Албена Борисова успява да разговаря с него, докато той е в затвора. Това е първото и единствено интервю в България с Яшин зад решетките.
В началото на войната в бивша Югославия Албена Борисова обикаля Западна Европа, за да направи репортаж в „Труд“ за настроенията в различните страни към този конфликт.
Албена Борисова е автор на романите „Безценка, която не можеше да умре“ и „Фантомите на Линджа“, които някои критици причисляват към жанра фентъзи, а самата авторка ги определя като трънски магически реализъм .
Голямата страст на Албена Борисова са пътешествията. По времето, когато работи в „Труд“, публикува пътеписи за пътуванията си из различни части на света.[12].
Албена Борисова е омъжена. Съпругът ѝ Славчо Чанев е поет, автор е на книги с поезия, детска проза и документалистика.

## Произведения
- Зад гърба на КГБ (2010)
- Безценка, която не можеше да умре (2013)
- Фантомите на Линджа (2017)